# Hot Curves
Pour plus de détails, voir Fiche technique et Distribution.
Hot Curves est un film américain réalisé par Norman Taurog, sorti en 1930.

## Synopsis
Destins croisés de deux joueurs de baseball à l'approche des World Series.

## Fiche technique
- Titre original : Hot Curves
- Réalisation : Norman Taurog
- Scénario : Earle Snell
- Décors : Ralph M. DeLacy
- Photographie : Max Dupont
- Son : Buddy Myers
- Montage : Clarence Kolster
- Société de production : Tiffany Productions
- Société de distribution : Tiffany Productions
- Pays de production :  États-Unis
- Langue originale : anglais
- Format : Noir et blanc  — 35 mm — 1,37:1 — son mono
- Genre : Comédie dramatique
- Durée : 83 minutes
- Dates de sortie : États-Unis : 15 juin 1930
- Licence : Domaine public

## Distribution
- Benny Rubin (en) : Benny Goldberg
- Rex Lease : Jim Dolan
- Alice Day : Elaine McGrew
- Pert Kelton : la cuisinière
- John Ince : McGrew
- Mary Carr : Grand-mère Dolan

## Chansons du film
- "If I Only Knew That You Could Care for Me", "My Sonny" , "Tum Tum Tumble into Love" : paroles et musique de Ben Ryan (en), Sol Violinsky et Dave Silverstein